# 傅巽
傅巽（？—3世紀？），字公悌，雍州北地泥阳（今陕西耀县东南）人。傅介子之後，曾任東漢東曹掾，後於荊州牧劉表帳下為賓客，荊州降曹操後歷任曹魏的散騎常侍、侍中、尚書。

## 生平

### 說服劉琮
傅巽容貌瑰偉，見識博達。他曾經被朝廷的三公辟召為官，拜尚書郎，後來輾轉來到荊州，當荊州牧劉表的賓客。
建安十三年（公元208年），劉表病逝，其子劉琮繼位。是時曹操南征荊州的部隊已逐漸迫近，故此荊州君臣之間浮現主戰主降的分歧。蒯越和傅巽等人勸劉琮投降，劉琮不同意，便說：「今天與你們諸位據守荊州，守成先父的基業，而觀望天下轉變，不可以嗎？」
時任東曹掾的傅巽於是說：「逆順有大體，強弱有定勢。我們以臣下之身份抵抗朝廷，是叛逆之道；以新建設的荊州去對抗中原，必定是危險之事；以劉備抵抗曹操，是不適當的。以上三項都顯得不恰當，而您卻希望用以抵抗朝廷的軍隊，這就是必亡之道。將軍您自覺與劉備相比如何？」劉琮答：「我不如他。」傅巽因而作結，說道：「假若劉備不能抵抗曹操，那麼荊州就談不上能夠自存；倘若劉備能夠抵抗曹操，那麼劉備也不會再臣服於將軍之下了。希望將軍您不要再對投降之事心存疑慮。」
劉琮被說服，因此當曹操移師至襄陽一帶時，劉琮就舉州請降。曹操以傅巽勸降劉琮有功，賜爵關內侯。後來傅巽於建安末年間被擢升為散騎常侍。曹操死後，曹丕繼任魏王，漢獻帝乃改元延康。同年，傅巽與同朝中以荀攸為首的群臣上表，請求曹丕接受獻帝的禪讓。曹丕稱帝後，又升傅巽為侍中、遷尚書。

### 暗護蘇則
最初，曹丕跟曹植因爭奪太子之位而漸生仇隙。當曹丕受禪稱帝時，天下許多人，包括曹植和金城太守蘇則，都以為汉献帝已死，於是曹植及蘇則分別都為獻帝舉喪痛哭。及後蘇則發現獻帝仍然安好，就為自己的粗心不慎而黙然。
後來曹丕只聽聞曹植哭喪之事，但卻未聞蘇則的事。有一次曹丕出遊，突然追恨曹植，便對身邊的人說：「人心志向各有不同，當初我登基繼成大統時，天下竟然有哭哀之人。」這時，隨從的群臣都知道曹丕此言論只是針對曹植而發，但蘇則卻以為曹丕是暗諷自己，想要下馬謝罪，發現一旁的傅巽瞪了他一眼，才明白曹丕說的是別人。
另有一說，曹丕在洛陽從容問道：「我順應天意而受禪登位，卻曾聽聞有人哭過，為甚麼呢？」蘇則張開口，剛想要正論以對時，傅巽便暗中掐著蘇則对他说：「这不是在说你。」苏则才停了下来。

### 先見之明
傅巽素來以有知人之鑒見稱，多次一言命中。昔日他在荊州，曾經評定龐統為「半英雄」，又預言裴潛最終會以「品行清風亮節」而名揚四方。果如所料，龐統後來歸附劉備，待遇也只能次於諸葛亮，而裴潛日後則官居尚書令，並且有名望德行。在出仕魏國時，魏諷以才智聞名，傅巽卻說他早晚必會謀反，卒之又竟如所言。
不過在丁儀丁廙兄弟為曹操寵信時，丁儀曾經誣告毛玠，致使毛玠辭官，當時何夔和丁儀不和，堅決不靠攏丁儀，傅巽也借以毛玠的遭遇勸說何夔明哲保身，何夔卻認為丁氏兄弟會走向敗亡作為拒絕，最後丁氏男丁果真為曹丕族滅。
傅巽後來於魏明帝太和年間逝世。

## 評價
《傅子》：（傅巽）瑰偉博達，有知人鑒。

## 家庭

### 父
- 傅睿，東漢代郡太守

### 弟
- 傅充，東漢黃門侍郎

### 侄
- 傅嘏，曹魏尚書、陽鄉侯，後追贈太常，諡元侯

### 侄孫
- 傅祗，西晉歷任顯官，累官至司徒，封靈州縣公